# Die Abenteuer des jungen Indiana Jones
Die Abenteuer des jungen Indiana Jones (Originaltitel: The Young Indiana Jones Chronicles) ist eine US-amerikanische Fernsehserie nach einer Idee von George Lucas. In 40 mehrheitlich abgeschlossenen Folgen werden Abenteuer aus der Jugendzeit des fiktiven Archäologen Dr. Henry Jones, Jr., dem Protagonisten der Indiana-Jones-Filmpentalogie und diverser Computerspiele, erzählt.
Die Episodenhandlung erstreckt sich über einen Zeitraum von 1908 bis 1920 und der junge Henry trifft in einzelnen Folgen auf historische Persönlichkeiten der Zeitgeschichte: So gibt es Begegnungen mit Albert Schweitzer, Sigmund Freud und dem „Roten Baron“ Manfred von Richthofen.

## Historische Fehler
George Lucas’ Idee von einem modernen Geschichtsunterricht wurde zehnfach mit dem amerikanischen Fernsehpreis Emmy ausgezeichnet. Allerdings weist die Serie historische Fehler auf. 1916 strebte das Deutsche Reich keineswegs die Herrschaft über Afrika an und entsandte keine Verstärkungen in seine strategisch unbedeutenden Kolonien Deutsch-Ostafrika (u. a. das heutige Tansania) und Deutsch-Südwestafrika (heutiges Namibia). Es war im Vergleich zu Großbritannien, Frankreich und selbst Belgien eine relativ unbedeutende Kolonialmacht. Großbritannien (Burenkrieg) und insbesondere Belgien, berüchtigt für seine Gräueltaten in Belgisch-Kongo, kämpften weder für die Menschenrechte noch die Unabhängigkeit der afrikanischen Völker.

## Erwartungen
Die Erwartungen des Senders ABC erfüllte die Serie nicht und wurde abgesetzt, obwohl 4 produzierte Folgen noch nicht gesendet worden waren. Nach der Einstellung der Serie im Jahr 1993 wurden in den Jahren 1994 bis 1996 noch vier zur Serie gehörende Fernsehfilme produziert und ausgestrahlt. Für die Veröffentlichung auf Video bzw. DVD unter dem Titel Die Abenteuer des Young Indiana Jones (neuer Originaltitel nun The Adventures of Young Indiana Jones) wurde die Serie neu editiert und in insgesamt 22 (inklusive der vier Fernsehfilme) filmlange Episoden zusammengeschnitten. Die Szenen mit einem alten Indiana Jones, die als Rahmenhandlung zu Beginn und Ende einer jeden Folge der ersten beiden Staffeln zu sehen waren, wurden hierbei entfernt.

## Inspiration zur Serie
Während der Produktion der Kinofilme wurde Indiana-Jones-Erfinder George Lucas häufig nach der Jugendzeit im Lebenslauf Indiana Jones gefragt. Diese Idee entwickelte Lucas zu dieser Fernsehserie weiter.

## Charaktere

### Dr. Henry Walton „Indiana“ Jones, Jr.
Der Abenteurer und Archäologe wird in vier Lebensabschnitten gezeigt, in denen er jeweils von verschiedenen Schauspielern verkörpert wird:
Alter 8 bis 10 Jahre
Der junge Indiana Jones (Corey Carrier) geht mit seiner Familie auf eine lange Reise in verschiedenen Erdteile. Er trifft auf Lawrence von Arabien, Howard Carter und viele andere Persönlichkeiten der Zeitgeschichte.
Alter 16 bis 21 Jahre
Der jugendliche Indiana Jones (Sean Patrick Flanery) meldet sich auf Seiten Belgiens als Freiwilliger für den Ersten Weltkrieg. Er trifft auf seinen besten Freund Remy und lernt unter anderem Ernest Hemingway kennen.
Alter 51 Jahre
Indiana Jones (Harrison Ford) landet in Folge 12 Der Saxophonspieler auf der Flucht vor Verbrechern im Haus seines Vaters.
Alter 93 bis 95 Jahre
Der alte Indiana Jones (George Hall) hat mittlerweile ein Auge verloren, trägt aber immer noch seinen Fedora-Hut. Er lebt in New York mit seiner Tochter und deren Familie. Hier fungiert er als Erzähler sowie Protagonist der Rahmenhandlung.

### Remy Baudouin
Er ist Indys bester Freund, ein Belgier, den er 1916 in Mexiko kennenlernt. Gemeinsam ziehen sie in den Ersten Weltkrieg. Verkörpert wurde er durch Ronny Coutteure.

### Professor Henry Jones, Sr.
Henry Jones, Sr. ist der Vater von Indiana Jones. Er ist ein Gelehrter und Erforscher des Heiligen Grals. Im Gegensatz zum Kinofilm Indiana Jones und der letzte Kreuzzug, in dem diese Rolle von Sean Connery übernommen wurde, wurde er in dieser Fernsehserie von Lloyd Owen gespielt.

### Anna Jones
Sie ist die Mutter von Indiana Jones. Allerdings starb sie sehr früh, was für ihre Familie schmerzlich war. Ruth de Sosa verkörperte diese Figur.

### Miss Hellen Seymour
Sie ist Indys strenge Privatlehrerin, gespielt von Margaret Tyzack.

### Indiana
Er ist Indiana Jones’ Hund, der an der Reise nicht teilnehmen durfte. Henry Juniors Spitzname „Indiana“ bezieht sich auf ihn.

## Synchronisation
Die Synchronisation entstand nach einem Synchronbuch von Matthias von Stegmann und unter Synchronregie von Hans Peter Kaufmann.
| Rolle                                              | Darsteller           | Deutscher Synchronsprecher | Auftritt                   |
| -------------------------------------------------- | -------------------- | -------------------------- | -------------------------- |
| Indiana Jones                                      | Corey Carrier        | Felix Hansmann             | durchgehend                |
| Indiana Jones                                      | Sean Patrick Flanery | Axel Malzacher             | durchgehend                |
| Indiana Jones                                      | Harrison Ford        | Wolfgang Pampel            | Der Saxophonspieler        |
| Indiana Jones                                      | George Hall          | Benno Hoffmann             | durchgehend                |
| Remy Baudouin                                      | Ronny Coutteure      | Ronny Coutteure            | durchgehend                |
| Prof. Henry Jones, Sr.                             | Lloyd Owen           | Randolf Kronberg           | durchgehend                |
| Anna Jones                                         | Ruth de Sosa         | Angelika Bender            | durchgehend                |
| Hellen Seymour                                     | Margaret Tyzack      | Ursula Traun               | durchgehend                |
| Frank                                              | Stephen Graf         | Oliver Stritzel            | Der Fluch der Mumie        |
| Albert Schweitzer                                  | Friedrich von Thun   | Friedrich von Thun         | Der Urwalddoktor           |
| Sidney Bechet                                      | Jeffrey Wright       | Oliver Stritzel            | Der Saxophonspieler        |
| Ottokar Theobald Graf Czernin von und zu Chudenitz | Christopher Lee      | Holger Hagen               | Im Auftrag seiner Majestät |

## Heimvideoverwertung

### VHS
Die neueditierten, filmlangen Episoden wurden auf VHS-Kassetten unter dem neuen Originaltitel The Adventures of Young Indiana Jones vermarktet, doch da der erhoffte Erfolg ausblieb, erschienen nur 12 der 22 Filme auf diesem Medium. Die Ausstattung der neu veröffentlichten Videokassetten bestand aus einem Indiana Jones Passport und einem Interview mit George Lucas. Der Indiana Jones Passport enthielt eine Beschreibung aller Folgen und einen Gutschein für eine Weltkarte, die durch Aufkleber in den anderen Videos ergänzt wurde.
Zuvor waren in Großbritannien und den Vereinigten Staaten (sowie unsynchronisiert in den Niederlanden) auch schon die originalen Fernsehfolgen unter den ursprünglichen Originaltitel The Young Indiana Jones Chronicles auf diesem Medium vertrieben worden. Die Zusammenstellung war:
1. The Curse of the Jackal
2. London 1916/Vienna 1908
3. Verdun 1916/Austria 1917
4. German East Africa 1916/Congo 1917
5. Somme 1916/Germany 1916
6. Barcelona 1917/British East Africa 1909

### DVD
Eine Zusammenstellung aller 22 filmlangen, neueditierten Episoden auf DVD wurde von 2002 bis 2007 erarbeitet. Das erste der drei angekündigten DVD-Box-Sets wurde in den Vereinigten Staaten am 23. Oktober 2007 veröffentlicht. Die zweite Box kam am 18. Dezember 2007 in den Handel. Die letzte DVD-Box erschien am 29. April 2008. Für diese DVDs wurden eigens 94 historische Dokumentationen gedreht, deren Fernsehrechte bei History Channel liegen. Ob die drei weiteren im Zusammenhang der Serie entstandenen Dokumentationen auch den Boxen beiliegen, ist noch offen. Ein Veröffentlichungstermin für Deutschland ist bislang jedoch nicht bekannt. Wie der Senior Product Manager von Paramount Home Entertainment verlauten ließ, konnten nicht für alle Folgen verwertbare Tonspuren aufgefunden werden, weshalb eine Veröffentlichung im deutschsprachigen Raum unwahrscheinlich ist.

## Veröffentlichung in Lizenz

### Hörspiele
In den Jahren 1992 und 1993 veröffentlichte Karussell zehn Folgen als Hörspiel-MCs. Hierbei wurden deutschsprachige Tonspuren der Serie verwendet und um einen Erzähler ergänzt.
1. Der Fluch der Mumie Teil 1
2. Der Fluch der Mumie Teil 2
3. Kampf der Frauen
4. Schüsse im Garten Eden
5. Felder des Todes
6. Am Todesfluss
7. Der Urwalddoktor
8. Im Auftrag Seiner Majestät
9. Die Schlacht an der Somme
10. Der Eunuch von Barcelona

### Bücher
Der VGS-Verlag veröffentlichte zwölf Bücher:
- Der Fluch der Mumie. Ägypten 1908. (1992, ISBN 3-8025-2238-9)
- Pancho Villa. Mexiko 1916. (1992, ISBN 3-8025-2239-7)
- Felder des Todes. September 1916. (1992, ISBN 3-8025-2240-0)
- Schüsse im Garten Eden. Britisch-Ostafrika 1909. (1993, ISBN 3-8025-2251-6)
- Mata Hari. Paris 1916. (1993, ISBN 3-8025-2250-8)
- Am Todesfluß. Afrika 1916/1917. (1993, ISBN 3-8025-2249-4)
- Der Eunuch von Barcelona. Spanien 1917. (1993, ISBN 3-8025-2267-2)
- Die Nadeln des Dr. Wen Chiu. Indien und China 1910. (1993, ISBN 3-8025-2268-0)
- Geburtstag in St. Petersburg. Petrograd 1917. (1993, ISBN 3-8025-2266-4)
- Der Fürst des Schreckens. Transsylvanien 1918. (1994, ISBN 3-8025-2319-9)
- Gangsterkrieg in Chicago. Amerika 1920. (1994, ISBN 3-8025-2318-0)
- Im Auftrag Seiner Majestät. Österreich 1917. (1994, ISBN 3-8025-2285-0)

In den Vereinigten Staaten wurden sowohl Bücher über gedrehte als auch über nicht gedrehte Folgen verkauft. Zusätzlich gab es ein Indiana-Jones-Mini-Buch.

### Comics
Von Februar 1992 bis Februar 1993 erschienen im US-amerikanischen Verlag Dark Horse zwölf Comics von Daniel Berry (1923–1997). Die Hefte 3 bis 6 wurden von Gray Morrow (1934–2001), die Hefte 7 und 8 von Gordon Purcell gezeichnet.
Die ersten sechs Hefte wurden 1992 auch als Doppelband im Hardcover-Format bei Hollywood Comics editiert.
Der Bastei-Verlag veröffentlichte 1993 die ersten sechs Ausgaben in Deutschland als großformatiges Magazin Die Abenteuer des jungen Indiana Jones:
- Nr. 1 Die Nacht im Pharaonengrab (US-Titel: Egypt, May 1908; erschienen Februar 1992)
- Nr. 2 Die Rebellen von Mexico (US-Titel: Mexico, March 1916; erschienen März 1992)
- Nr. 3 Im Bann des weißen Nashorns (US-Titel: British East Africa, September 1909; erschienen April 1992)
- Nr. 4 Die Jäger der brennenden Steppe (US-Titel: British East Africa, September 1909; erschienen Mai 1992)
- Nr. 5 Kurier gegen Tod und Teufel (US-Titel: Verdun, September 1916; erschienen Juni 1992)
- Nr. 6 Das Himmelfahrts-Kommando (US-Titel: Verdun, September 1916; erschienen Juli 1992)

Die Bastei-Hefte 1 bis 5 wurden nach Einstellung der Serie auch in einem Sammelband verkauft.

### Video-Spiele
In den Jahren 1992 und 1993 gab es von Nintendo und Sega jeweils ein Spiel zur Serie; beide wurden nur in den Vereinigten Staaten veröffentlicht:
- Nintendo: The Young Indiana Jones Chronicles für das NES
- Sega: Young Indiana Jones Instruments of Chaos für den Sega Mega Drive

Das Nintendo-Spiel folgt der Serienhandlung. So spielt man unter anderem die Folgen, Der Fluch der Mumie, Felder des Todes und Der Angriff des Roten Barons und Teile aus den nicht gedrehten Folgen nach. Und beim Mega Drive war das Spielziel, die Geheimwaffe der Deutschen zu zerstören.
Außerdem wurde in den letzten Tagen bekannt, dass George Lucas Aufträge vergeben hat, zum Kinostart von Indiana Jones 4 und Young Indiana Jones Videospiele zu entwickeln.

### Stickeralbum
In Deutschland und England vertrieb Merlin ein Stickeralbum über die Serie.

## Kritiken
Das Lexikon des internationalen Films beurteilt Die Abenteuer des jungen Indiana Jones als Fernsehserie, „die Abenteuerlichkeit, Humor und Exotik zu einer trivialen Unterhaltung verbindet“, und meint außerdem: „Trotz hohen Anspruchs sind Pilotfilm und Serie umständlich konstruiert und von der bündigen Direktheit und schnörkellosen Geradlinigkeit der Kinofilme weit entfernt.“